# Venus Award
El Venus Award es un premio cinematográfico de la industria del cine para adultos presentado anualmente en Berlín desde 1994 como parte de la feria comercial Venus Berlin, un festival internacional de comercio erótico celebrado en el recinto ferial Messe Berlin. Los premios abarcan cerca de 30 categorías diferentes, los ganadores reciben como premio una estatuilla dorada como trofeo con la forma del torso de la estatua de Venus de Milo.
En 2005 fueron sustituidos por los Eroticline Awards, premio que fue otorgado anualmente hasta 2009 como parte del festival Venus Berlin. El Venus Award retornó en 2010, y ha sido celebrado en Berlín hasta la actualidad.